# KEYTALKの武道館で舞踏会〜shall we dance?〜2
『KEYTALKの武道館で舞踏会〜shall we dance?〜2』（キートークのぶどうかんでぶとうかい シャル ウィー ダンス ツー）は、日本のロックバンド・KEYTALKのライブ・ビデオ。2023年11月20日にVirgin Musicから発売された。

## 概要
メジャーデビュー10周年を記念して2023年3月1日に開催された約7年半ぶりの日本武道館ワンマンライブを収録した映像作品。
映像作品をリリースするのは『幕張メッセ ワンマンライブ ド真ん中で頑張マッセ 〜shall we dance?〜』以来約5年ぶりとなる。
発売日である11月20日は、メジャーデビューシングル『コースター』の発売からちょうど10周年である。
ユニバーサルミュージックストア限定販売となっており、特典として2WAYアクリルキーホルダーと画面クリーナーが付属する。
映像作品の発売と同日に、本作の音声が収録されたライブ・アルバムが配信限定でリリースされた。また、映像作品とアルバムのどちらもDolby Atmosに対応している。

## 収録内容
1. 君とサマー
2. 大脱走
3. 夜の蝶
4. MATSURI BAYASHI
5. fiction escape
6. Cheers!
7. Love me
8. YURAMEKI SUMMER
9. コースター
10. スターリングスター
11. BUBBLE-GUM MAGIC
12. 照れ隠し
13. バイバイアイミスユー
14. 未来の音
15. 黄昏シンフォニー
16. 桜花爛漫
17. Monday Traveller
18. 太陽系リフレイン
19. DROP2
20. 夕映えの街、今
21. MONSTER DANCE
22. shall we dance?
23. Summer Venus
24. アワーワールド